# Michael Kühnen
Michael Aloysius Alfons Kühnen (Bonn, 21 giugno 1955 – Kassel, 25 aprile 1991) è stato un politico tedesco.
Uno dei maggiori leader del movimento neonazista tedesco, fu uno dei primi, nell'allora Germania Ovest post-seconda guerra mondiale, ad abbracciare apertamente l'ideologia propugnata dal nazionalsocialismo, a formare gruppi organizzati ispirati alle SA e a chiamare a raccolta per la formazione di un futuro Quarto Reich. È stato uno dei più famosi capi neonazisti tedeschi del suo tempo.
La sua omosessualità è stata resa pubblica nel 1986 ed è morto cinque anni dopo a causa di complicanze dovute all'AIDS.

## Biografia
Dopo essere stato durante l'adolescenza un simpatizzante del maoismo, si spostò presto nell'area di estrema destra, aderendo nella prima metà degli anni '70 ai primi movimenti che cominciavano a rifarsi al neonazismo, schifato dalla destra democratica facente capo al movimento giovanile del Partito Nazionaldemocratico di Germania, da lui definita "folla borghese di suini".
Dopo aver frequentato per un breve lasso di tempo l'università, viene cacciato dall'esercito nel 1977 (dopo una permanenza di tre anni durante i quali aveva raggiunto il grado di tenente) per aver tentato di diffondere propaganda nazista all'interno delle caserme. Viene arrestato una prima volta nel 1979 e condannato a tre anni e mezzo di carcere per incitamento alla violenza e all'odio razziale, oltre che per una serie di rapine in banca.
A partire dai primi anni '80, comincia a guardare con sempre maggior interesse alla figura di Ernst Röhm e alla "sinistra nazista" dei fratelli Gregor Strasser e Otto Strasser per la sua ispirazione politica, staccandosi al contempo dal pieno supporto nei confronti di Adolf Hitler, condannandone le purghe fatte effettuare proprio contro le SA di Röhm e facendosi fautore di un ritorno al nazismo originario pre-1934. Dopo aver fatto visita in Spagna a Léon Degrelle, viene arrestato nel 1984 a Parigi e fatto estradare in Germania; qui, dopo aver affrontato un processo per reati connessi al neonazismo, è condannato a quattro anni di carcere.
Nel 1986, mentre si trova ancora in prigione, fa coming out, rivelando ed annunciando pubblicamente di essere omosessuale; in risposta alle forti critiche provenienti dall'interno del suo stesso movimento, risponde che proprio la mancanza di una stabilità familiare gli hanno permesso di dedicare interamente il suo tempo alla militanza politica, non mancando inoltre di far notare che anche Röhm e molti tra i membri delle SA erano omosessuali. Tale autodifesa non impedì comunque una scissione dell'ala neonazista caratterizzata più ferocemente da un sentimento di omofobia e alla perdita di popolarità e sostegno.
Scontata la pena, nel 1988, fonda immediatamente un nuovo gruppo di estrema destra, il quale viene però vietato l'anno seguente. Muore all'età di 36 anni di AIDS e, secondo le sue ultime volontà, sceglie la cremazione.

## Nazionalsocialismo e omosessualità
Amico del giornalista ed editore negazionista Michel Caignet, direttore della rivista "Gaie France", pubblicazione legata alla corrente omosessuale interna al neonazismo, si fa pubblicare un saggio dal titolo "Nazionalsocialismo e omosessualità": l'autore si richiamava alla tradizione omoerotica di alcune unioni maschili all'interno delle SA. Davanti alla fronda anti-omosessuale creata da un gruppo di suoi ex-seguaci risponde invitando gli amici camerati a liberarsi dalle tare mentali piccolo-borghesi di derivazione giudaico-cristiana e a trarre spunto invece dagli insegnamenti pagani della vitalità della natura, in cui l'omosessualità ha da sempre il suo posto e il suo significato. Anche il suo vice Thomas Brehl viene in seguito dichiarato "frocio" ed emarginato dal movimento neonazista.
Kühnen afferma nell'opuscolo che l'omosessualità è una predisposizione del tutto naturale, ereditaria, destinata dalla natura ad un'esigua élite di uomini perché possano dedicarsi al servizio della comunità, della sopravvivenza e dello sviluppo culturale della società senza l'assillo ed il condizionamento dato da interessi particolaristici riproduttivi. In tal modo, da un punto di vista strettamente biologico, non solo vuole dimostrare l'uguaglianza tra omosessuali ed eterosessuali, ma addirittura sottolinea senza mezzi termini la supremazia dei primi sui secondi.
Il maschio, a differenza della femmina, ha una funzione culturale imprescindibile e la sua disponibilità al sacrificio anche estremo si indirizza al gruppo dei pari, non alla famiglia come invece fanno con naturalezza le donne. Nell'uomo vive un surplus di potenza sessuale che non si può certo esaurire nel poco tempo trascorso con la donna, quindi tale sessualità in eccesso che si rende libera va incanalata in favore degli amici e rendendosi utili alla società culturale: la soluzione migliore e più utile è quella di utilizzare questa libido in aggiunta nelle relazioni con altri maschi, preferibilmente con ragazzi adolescenti sessualmente maturi.
Ma continua ancora sottolineando che l'omosessuale ricopre all'interno della società e della cultura che sostiene un ruolo avanguardistico; essendo libero dai legami costrittivi con donne e famiglia, può dedicare interamente le proprie energie nel farsi portatore di valori comunitari. L'ostilità anti-omosessuale si è sviluppata all'interno del nazionalsocialismo per colpa della mentalità borghese ricolma di pregiudizi morali di derivazione giudaico-cristiana.
In realtà, conclude Kühnen, proprio gli omosessuali mascolini risultano in definitiva essere i più adatti al comando e indispensabili per proseguire la lotta antiborghese e antidemocratica; diversamente dalla donna il cui ruolo riconosciuto è eminentemente privato, al maschio omosessuale viene dato un ruolo pubblico-sociale-culturale di primo piano e rilevante importanza.

## Opere
- Die zweite Revolution (non disponibile in commercio)
- Nationalsozialismus und Homosexualität
- Führertum zwischen Volksgemeinschaft und Elitedenken
- Einführung in die NS-Lebensanschauung
- Das 25 Punkte Programm der NSDAP neukommentiert
- Lexikon der Neuen Front
- Politisches Soldatentum: Tradition und Geist der SA